# Myiothlypis chrysogaster
Myiothlypis chrysogaster là một loài chim trong họ Parulidae.